# Agar Malwa
Der Distrikt Agar Malwa (Hindi आगर मालवा जिला) ist ein Distrikt des zentralindischen Bundesstaats Madhya Pradesh. Verwaltungs- und Wirtschaftszentrum ist die Stadt Agar.

## Geographie
Der Distrikt Agar Malwa grenzt im Nordwesten und Norden an den Bundesstaat Rajasthan. Nachbardistrikte innerhalb von Madhya Pradesh sind Rajgarh im Osten, Shajapur im Südosten, Ujjain im Süden und Südwesten sowie Ratlam im Westen.
Kleine Teile des Distrikts um Badod sind gebirgig. Der Großteil des Distrikts liegt auf der Hochebene von Agar, einem Teil des Malwa-Plateaus. Der Distrikt hat eine Fläche von 2725,78 km².

## Geschichte
Im Altertum gehörte es nacheinander zu verschieden buddhistischen und hinduistischen Reichen. Im Mittelalter teilte es das Schicksal anderer nordindischer Gebiete und war ab 1232 Teil des Sultanats von Delhi und zwischen 1518 und 1731 Teil des Mogulreichs. Von 1731 bis 1948 gehörte der heutige Distrikt Agar Malwa zum von den Scindia regierten Fürstenstaat Gwalior. Dieser Marathenstaat geriet 1803 unter britische Kontrolle. Das heutige Agar Malwa war in die Tehsils Agar und Susner innerhalb des Distrikts Shajapur unterteilt. Der Maharadscha trat am 15. August 1947 Indien bei und das Gebiet lag zwischen 1948 und 1956 im Bundesstaat Madhya Bharat. Seit 1956 ist es Teil von Madhya Pradesh.
Der heutige Distrikt entstand am 16. August 2013 durch Abspaltung der Tehsils Agar, Badod, Nalkheda und Susner vom damaligen Distrikt Shajapur.

## Bevölkerung

### Einwohnerentwicklung
Vorbemerkung: der Distrikt wurde zwar erst 2013 gegründet. Dennoch kann man die Bevölkerungszahlen bis 1901 zurückverfolgen, da der heutige Distrikt bis 1971 aus den Tehsils Agar und Susner und seit 1981 aus den Tehsils Agar, Badod, Nalkheda und Susner innerhalb des damaligen Distrikts Shajapur besteht.
In den ersten Jahrzehnten des 20. Jahrhunderts wuchs die Bevölkerung nur langsam an. Dies wegen Seuchen, Krankheiten und Hungersnöten. Seit der Unabhängigkeit Indiens hat sich die Bevölkerungszunahme beschleunigt. Während die Bevölkerung in der ersten Hälfte des 20. Jahrhunderts um rund 40 % zunahm betrug das Wachstum in den fünfzig Jahren zwischen 1961 und 2011 178 %. Die Bevölkerungszunahme zwischen 2001 und 2011 lag bei 18,93 % oder rund 91.000 Menschen.
| Jahr      | 1901    | 1911    | 1921    | 1931    | 1941    | 1951    | 1961    | 1971    | 1981    | 1991    |
| Einwohner | 122.569 | 134.940 | 131.384 | 143.707 | 165.103 | 171.078 | 205.255 | 258.530 | 316.532 | 389.912 |

### Bedeutende Orte
Im Distrikt gibt es sieben Orte, die als Städte (towns und census towns) gelten. Dennoch ist der Anteil der städtischen Bevölkerung im Distrikt gering. Denn nur 117.329 der 571.278 Einwohner oder 20,54 % leben in städtischen Gebieten. Die sieben Städte sind:

### Bevölkerung des Distrikts nach Geschlecht
Der Distrikt hat typisch für indische Verhältnisse einen deutlichen Überhang an männlichen Einwohnern. Bei den jüngsten Bewohnern (83.202 Personen unter 7 Jahren) liegen die Anteile bei 42.997 Personen männlichen (51,68 Prozent) zu 40.205 Personen (48,32 Prozent) weiblichen Geschlechts.
| Verteilung der Bevölkerung nach Geschlecht im Distrikt Agar Malwa |                   |                   |                   |                   |                   |                   |                   |                   |                   |                   |                   |                   |
|                                                                   | Volkszählung 1961 | Volkszählung 1961 | Volkszählung 1971 | Volkszählung 1971 | Volkszählung 1981 | Volkszählung 1981 | Volkszählung 1991 | Volkszählung 1991 | Volkszählung 2001 | Volkszählung 2001 | Volkszählung 2011 | Volkszählung 2011 |
| Anzahl                                                            | Anteil            | Anzahl            | Anteil            | Anzahl            | Anteil            | Anzahl            | Anteil            | Anzahl            | Anteil            | Anzahl            | Anteil            |                   |
| GESAMT                                                            | 205.255           | 100 %             | 258.530           | 100 %             | 316.532           | 100 %             | 389.912           | 100 %             | 480.363           | 100 %             | 571.278           | 100 %             |
| Männer                                                            | 105.208           | 50,77 %           | 133.073           | 51,47 %           | 163.446           | 51,64 %           | 201.842           | 51,77 %           | 248.039           | 51,64 %           | 293.052           | 51,30 %           |
| Frauen                                                            | 101.047           | 49,23 %           | 125.457           | 48,53 %           | 153.086           | 48,36 %           | 188.070           | 48,23 %           | 232.324           | 48,36 %           | 278.226           | 48,70 %           |

### Volksgruppen
In Indien teilt man die Bevölkerung in die drei Kategorien general population, scheduled castes und scheduled tribes ein. Die scheduled castes (anerkannte Kasten) mit (2011) 135.898 Menschen (23,79 Prozent der Bevölkerung) werden heutzutage Dalit genannt (früher auch abschätzig Unberührbare betitelt). Die scheduled tribes sind die anerkannten Stammesgemeinschaften mit (2011) 13.941 Menschen (2,44 Prozent der Bevölkerung), die sich selber als Adivasi bezeichnen. Zu ihnen gehören in Madhya Pradesh 46 Volksgruppen. Dabei gibt es deutliche Unterschiede beim Anteil der anerkannten Stammesgemeinschaften in den vier Tehsils. In Agar gehören 1,02 % der dortigen Bevölkerung zu ihnen, in Badod 0,15 %, in Nalkheda 7,00 % und in Susner 2,55 %. Eine Aufgliederung nach Volksgruppen kann nicht vorgenommen werden, da die Daten nur bis auf Distriktsebene vorliegen und der heutige Distrikt 2011 noch Teil des damaligen Distrikts Shajapur war. Da aber im Distrikt Shajapur 95 % der Mitglieder anerkannter Stammesgemeinschaften zu den Bhil gehörten, dürften diese auch im heutigen Agar Malwa dominieren.

### Bevölkerung des Distrikts nach Bekenntnissen
Der Distrikt hat eine deutliche hinduistische Mehrheit in allen Tehsils. Die Anteile reichen von 87,90 % im Tehsil Agar bis 93,03 % im Tehsil Badod. Eine bedeutende religiöse Minderheit sind die Muslime und eine kleine Minderheit die Dschainas.
Die Stadtbevölkerung ist religiös weit gemischter als die Landbevölkerung. In den Städten sind nur knapp über 69 % (69,15 %) Hindus. Die Muslime stellen fast 25 % und die Dschainas rund 6 % der Stadtbevölkerung. Auf dem Land dagegen sind 437.782 der 453.949 Einwohner oder 96,44 % Hindus. Den tiefsten Anteil an Hindus hat die Stadt Badod mit 51,34 % der dortigen Bevölkerung. Dort sind 36,11 % der Einwohnerschaft Muslime und 12,45 % Dschainas. Sehr hohe Anteile an Muslimen und Dschainas haben zudem die Städte Agar, Nalkheda und Susner. Die genaue religiöse Zusammensetzung der Bevölkerung zeigt folgende Tabelle:
| Jahr                                   | Buddhisten | Buddhisten | Christen | Christen | Hindus  | Hindus | Jainas | Jainas | Muslime | Muslime | Sikhs | Sikhs | Andere Religionen | Andere Religionen | keine Angaben | keine Angaben | Gesamt  | Gesamt   |
| Jahr                                   | Zahl       | %          | Zahl     | %        | Zahl    | %      | Zahl   | %      | Zahl    | %       | Zahl  | %     | Zahl              | %                 | Zahl          | %             | Zahl    | %        |
| -------------------------------------- | ---------- | ---------- | -------- | -------- | ------- | ------ | ------ | ------ | ------- | ------- | ----- | ----- | ----------------- | ----------------- | ------------- | ------------- | ------- | -------- |
| 2011                                   | 28         | 0,00       | 235      | 0,04     | 518.913 | 90,72  | 8444   | 1,48   | 43.284  | 7,58    | 93    | 0,02  | 17                | 0,00              | 264           | 0,05          | 571.278 | 100,00 % |
| Quelle: Ergebnis der Volkszählung 2011 |            |            |          |          |         |        |        |        |         |         |       |       |                   |                   |               |               |         |          |

### Bevölkerung des Distrikts nach Sprachen
Die Bevölkerung des Distrikts Agar Malwa ist sprachlich einheitlich. Denn es sprechen 569.812 Personen (99,74 % der Bevölkerung) Hindi-Sprachen und -Dialekte. Unter den Hindi-Sprachen und -Dialekten dominieren Malwi mit 304.150 Personen (53,24 % der Bevölkerung) und Alltagshindi (meist nur Hindi genannt) mit 235.968 Personen (41,31 % der Bevölkerung) ganz klar. An dritter Stelle folgt Sondwari mit 27.447 Personen (4,80 % der Bevölkerung).
Dabei gibt es in den vier Tehsils bedeutende Unterschiede. Malwi dominiert in den Tehsils Badod, Nalkheda und Susner ganz klar mit Anteilen zwischen 55,30 und 97,65 Prozent. Im Distrikt Agar spricht laut Volkszählung 2011 die gesamte Einwohnerschaft Alltagshindi. Dies widerspricht allerdings den Zahlen von 2001. Damals sprachen im Tehsil Agar 124.295 Personen oder 88,10 % der dortigen Bevölkerung Malwi, 8730 Personen oder 6,19 % Alltagshindi, 4261 Personen oder 3,02 % Urdu und 1105 Personen oder 0,78 % der dortigen Bevölkerung Munda. Im Jahr 2011 war der Anteil von Alltagshindi im Tehsil Nalkheda mit 1,81 % der dortigen Bevölkerung gering. Und Sondwari ist vorwiegend in den beiden Tehsils Badod (8085 Personen oder 5,97 %) und Susner (19.362 Personen oder 13,46 %) verbreitet.

## Bildung
Dank bedeutender Anstrengungen steigt die Alphabetisierung. Sie ist dennoch noch weit weg vom Ziel der kompletten Alphabetisierung. Typisch für indische Verhältnisse sind die starken Unterschiede zwischen Stadt und Land sowie den Geschlechtern. Sieben von acht Männern in den Städten können lesen und schreiben – aber weniger als die Hälfte der Frauen auf dem Land. Selbst für Indien ungewöhnlich ist der Rückgang der Alphabetisierung unter den Männern auf dem Land.
| Alphabetisierung im Distrikt Agar Malwa                   |                   |                   |                   |                   |                   |                   |
| Einheit                                                   | Volkszählung 1991 | Volkszählung 1991 | Volkszählung 2001 | Volkszählung 2001 | Volkszählung 2011 | Volkszählung 2011 |
| Einheit                                                   | Anzahl            | Anteil            | Anzahl            | Anteil            | Anzahl            | Anteil            |
| GESAMT                                                    | 104.214           | 32,80 %           | 245.583           | 62,02 %           | 311.038           | 63,73 %           |
| Männer                                                    | 79.394            | 48,19 %           | 156.882           | 76,62 %           | 191.286           | 76,50 %           |
| Frauen                                                    | 24.820            | 23,82 %           | 88.701            | 46,39 %           | 119.752           | 50,31 %           |
| STADT GESAMT                                              | 38.932            | 61,55 %           | 62.615            | 75,54 %           | 78.454            | 77,65 %           |
| Stadt-Männer                                              | 25.498            | 77,15 %           | 37.392            | 86,82 %           | 45.242            | 87,21 %           |
| Stadt-Frauen                                              | 13.434            | 44,48 %           | 25.223            | 63,33 %           | 33.212            | 67,55 %           |
| LAND GESAMT                                               | 65.282            | 25,65 %           | 182.968           | 58,44 %           | 232.584           | 60,09 %           |
| Land-Männer                                               | 53.896            | 40,92 %           | 119.490           | 73,90 %           | 146.044           | 73,69 %           |
| Land-Frauen                                               | 11.386            | 9,27 %            | 63.478            | 41,93 %           | 86.540            | 45,82 %           |
| Quelle: Ergebnisse der Volkszählungen 1991, 2001 und 2011 |                   |                   |                   |                   |                   |                   |

## Verwaltungsgliederung
Die Distriktverwaltung befindet sich in der Stadt Agar, 110 km nördlich von Indore. Der Distrikt ist in zwei Revenue Sub-Divisionen sowie in die 4 Tehsils Agar, Badod (auch Barode), Nalkheda und Susner und diese wiederum in 227 Gram Panchayats (Dorfverwaltungen) aufgeteilt. Es gibt 512 Dörfer im Distrikt.